# شين أي را
شين أي را (بالكورية: 신애라)‏ هي ممثلة كورية جنوبية، ولدت يوم 7 مارس 1969 في سول في كوريا الجنوبية.

## روابط خارجية
- شين أي را على موقع IMDb (الإنجليزية)
- شين أي را على موقع قاعدة بيانات الفيلم (الإنجليزية)